# Coturno

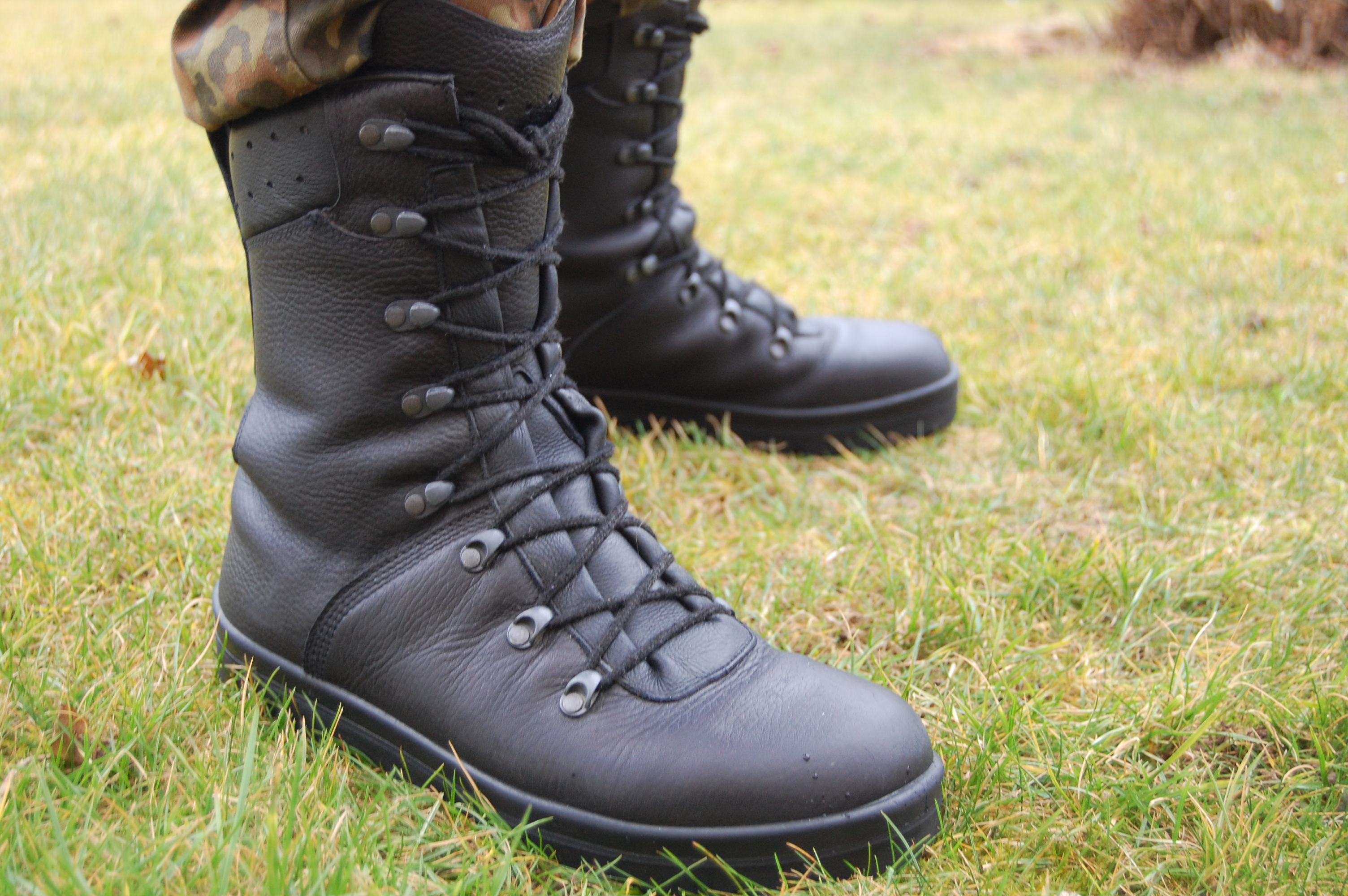
Bota militar ou Coturno

Coturno é um tipo de calçado, muito confundido com um tipo de bota, voltada principalmente para o uso militar em atividades de combate. Geralmente são feitos de couro (tratado de maneira especial para tornar-se impermeável), porém tecnologias modernas permitem a fabricação de coturnos com materiais como kevlar e nomex. O objetivo do coturno é oferecer ao combatente uma combinação de atrito com o solo (evitando escorregões), estabilidade do tornozelo (evitando torções) e proteção para os pés. Apesar da aparência rústica, coturnos modernos podem ser bastante confortáveis. Também são classificados como equipamento de proteção individual.

## Coturnos em relação à moda
Coturnos também são populares como vestimenta nas subculturas do gótico, punk, grunge, heavy metal, skinhead, industrial entre outras; no entanto, eles estão se tornando mais e mais convencionais. Além da moda, em si, muitas pessoas optam por usar coturnos simplesmente devido à durabilidade, conforto e outras utilidades, já que as botas são projetados especificamente para serem confortáveis de usar em uma variedade de mudanças e condições, por longos períodos sem desgaste significativo. Coturnos têm uma vida útil mais longa do que as botas comuns, o que pode dar-lhes uma sensação de vintage. Por essas e outras razões, podem ser comprados em quase todas as cidades de certo tamanho em lojas de excedentes militares, ou em grandes cidades em lojas de produtos específicos para roqueiros ou motociclistas.